# Корисні копалини Африки
Корисні копалини Африки
У А. виявлено родов. майже всіх відомих видів мінеральної сировини. Серед інш. континентів А. на 1998 р. займає 1-е місце за запасами марганцю, хромових руд, бокситів, золота, платиноїдів, кобальту, алмазів, фосфоритів, 2-е — за запасами руд міді, азбесту, урану, 3-є — за запасами нафти, газу, руд ртуті, стибію, флюориту, 4-е — за запасами зал. руд. Значні також запаси руд титану, ванадію, нікелю, бісмуту, літію, берилію, танталу, ніобію, олова, вольфраму, коштовних каменів та ін.

## Енергетичні ресурси.
Перші поклади нафти і газу в А. відкриті в межах вузької смуги узбережжя Суецької затоки і в міжгірних западинах системи Атлаських гір в кінці ХІХ — 1-й половині ХХ ст. На півд. березі Суецької затоки виявлено понад 10 нафт. родов. (в тому числі Гемса, Хургада, Рас-Гаріб та ін.). В 1956 р. виявлено гігантські родов. нафти (Хассі-Месауд) і газу (Хассі-Рмель) в Алжирській Сахарі, а потім і в інш. р-нах А. — Габоні (Пуент-Клерет, Озурі, Анімба та ін.), Анголі (Бенфіка, Луанда та ін.), Нігерії (Окан), Лівійській Сахарі (Зельтен). За запасами нафти і газу А. поступається Азії (Ближньому та Сер. Сходу), а також Півн. Америці. На 1998 р. доведені запаси нафти в А. становили 10328,9 млн.т, газу — 10138,3 млрд.м3. Осн. райони концентрації нафти і газу зосереджені в Присередземноморській зоні прогинання — Сахаро-Середземноморському (Єгипет, Лівія), Алжиро-Лівійському бас. (Алжир, Туніс, Лівія) і бас. Суецької затоки (Єгипет), а також в зоні перикратонних прогинів Зах. А. — бас. Гвінейської затоки (Нігерія, Камерун, Габон, Конго, Ангола, Заїр). Одиничні поклади нафти і газу виявлено в Марокко, Гані, Сенегалі, Беніні, Чаді, Судані, Танзанії, Ефіопії, Мозамбіці та ін. Значні перспективи нафтогазоносності є в межах шельфу Середземного м., Атлантич. та Індійського океанів. Практично всі родов. нафти та газу приурочені до комплексів порід від палеозою до кайнозою включно.
Заг. запаси вугілля А. становлять біля 178138 млн.т., підтверджені 130245 млн т (1998). Вони представлені, в основному, кам'яним вугіллям і антрацитами. Запаси бурого вугілля оцінюються в 160 млн т. За даними Statistical Review of World Energy запаси кам'яного вугілля Африки на 2000 р. складають тільки 6,0 % світових. Понад 70 % запасів вугілля припадає на ПАР, 2-е місце займає Ботсвана (бл. 15 %), 3-є — Зімбабве (3 %). Осн. вугільні басейни і родовища: Спрінгс, Хейделберґ, Брейтен, Ермело-Кароліна, Ватерберґ, Спрінгбок-Флатс, Ференігінг, Утрехт, Фрайхелд та ін. (бас. Вітбанк), бас. Мамабуле, Марапуле, Хванге. Значні запаси вугілля є у Свазіленді, Мозамбіці, Нігерії, Мадагаскарі, Танзанії, Замбії; відомі також родов. вугілля в Заїрі, Єгипті, Марокко, Алжирі та ін. У Заїрі, в долинах рр. Луалаба і Ломамі, є великі поклади горючих сланців.
Промислові запаси урану А. на 90-і рр. ХХ ст. оцінювалися в 900 тис. т (в перерахунку на U3O8). На 1998 р. ресурси урану в А. становили 2098 тис.т, підтверджені запаси — 488 тис. т. Найбільші з них — родовища в ПАР (ресурси 1584 і підтв. запаси 218 тис.т урану, 1998), а також пегматитові родов. Россінґ і Треккоп'є в Намібії. Значні запаси урану є в Нігері, Алжирі, Єгипті, Замбії, Зімбабве, Сомалі.

## Руди чорних металів.
Підтв. запаси зал. руд складають бл. 22 млрд.т., а загальні — 52,5 млрд.т (1998). Найбільші родов. залізистих кварцитів раннього докембрію — Сайшен, Гаморугара, Табазімбі та ін. (ПАР), Маеватанана (Мадагаскар), Чемутете, Матоте, Бадана-Мітча (Ангола) та ін. Великими є також осадові родов. девону — Гара-Джебілет, Мешері-Абделазіз (Алжир), різні за віком фанерозойські родов. — Бахарія (Єгипет), Ніамей (Нігер) та ін. Деякі родов. зал. руд пов'язані з корами вивітрювання (Калум в Гвінеї); досить численні магматогенні родов. заліза спільно з титаном і ванадієм — Магнет-Хейс, Мапахс, Кеннеді-Вейл та ін. (ПАР). У прибережних океаніч. розсипах є значні скупчення залізистих мінералів.
Підтв. запаси марганцевих руд в А. становлять ,36 млрд т, а загальні — 5,14 млрд т (1998). При цьому понад 77 % припадає на ПАР, 18 % — на Габон, поклади є також в Марокко, Гані, Буркіна-Фасо, Заїрі та інш. Найбільші родов. пов'язані з метаморфіч. товщами докембрію — Мідделплатс, Весселс, Хотазел та інш. (ПАР), Нсута (Гана). Відомі стратиформні родов. — Мванда (Габон) та ін. гідротермальні, родов. кори вивітрювання — Кізенга (Заїр).
У родов. А. міститься понад 3905 млн т хромових руд (підтв. запаси), їх ресурси на континенті становлять 12698,5 млн.т (1998); близько 94 % запасів припадає на ПАР, 3,6 % — на Зімбабве. Гол. родов. приурочені до Бушвелдського комплексу в ПАР і Великої Дайки в Зімбабве. З родов. титанових руд найбільш значні за запасами розсипи ільменіту, титаномагнетиту, рутилу, іноді з цирконом або монацитом (родов. Брадфорд-Ротифунк, Моямба, Шербро, Гбангбама в С'єрра-Леоне, Рашид — в Єгипті). Є родов. у Сенегалі (Кайар-Лонпуль), Сомалі (Кісімайо), ПАР (Річардс-Бей, Умгабаба), Мозамбіку. Великі родов. залізо-титано-ванадієвих руд є в Єгипті і ПАР. Запаси ТіО2 в рутилі та ільменіті становлять бл. 25 млн т .

## Руди кольорових металів
Алюмінієві руди в А. представлені г.ч. бокситами (підтв. запаси 10215, загальні — 28450 млн.т, 38 % підтв. запасів світу, 1998). Великі запаси алюмінію в нефелінових сієнітах. Родов. бокситів пов'язані з мезозойськими корами вивітрювання і розміщуються в осн. у Гвінеї (Дабола-Тагюрата, Донгел-Сігон, Гонку та ін.), Камеруні, Малі, Кот-д’-Івуар, Гані і на Мадагаскарі.
Запаси міді в А. на 90-і рр. ХХ ст. оцінювалися в 100 млн т металу. У 1998 підтв. запаси міді — 57248 тис.т (частка у світі — 8,6 %), загальні — 83348 тис.т. Найважливіші родов. мідних руд розташовані у мідноносному поясі Центральної Африки, що проходить через Заїр (Колвезі, Тенке-Фунгуруме, Кіпуші, Мусоші та ін.) і Замбію (Нкана, Конкола, Нчанга, Чингола та ін.). На частку Заїру (Дем. Респ. Конго) припадає 41 % запасів міді А., на частку Замбії — 31,5 %, бл. 6,5 % — на Намібію (все — на 1998).Значно менші докембрійські стратиформні родов. відомі в Ботсвані, Намібії і Уганді; родов. руд міді локалізовані також у відкладах крейди в Анголі. Характерні гідротермальні родов. в Марокко (Бу-Аззер, Ель-Граарі), Заїрі (Кіпуші), Замбії (Кансанші), Ботсвані (Мацітама), ПАР та ін. країнах. Унікальне за генезисом карбонатитове родов. Палабора (ПАР).
За великої кількості рудопроявів загалом А. бідна родов. руд свинцю і цинку (запаси на 90-і рр. ХХ ст. відповідно бл. 10 та 19 млн.т. в перерахунку на метал). Осн. запаси свинцю (50 %) — в ПАР (найбільше родов. свинцю — Блек-Маунтін, розвід. запаси 2160 тис.т., 1998), далі йдуть Марокко, Заїр, Алжир та ін. Запаси руд цинку розповсюджені по країнах А. більш рівномірно: на Заїр припадає бл. 8 %, Алжир 7 %. Відомі родов. руд цинку в Намібії, Марокко, Замбії, Тунісі. Найбільше докембрійське гідротермальне родов. в А. — Кабве (Брокен-Хілл) в Замбії (свинець, цинк, мідь, ванадій). В ПАР є великі комплексні родов. Аггенейс і Гамсберґ (свинець, цинк, мідь, срібло), Пріска і Коппертон (мідь, свинець, цинк, срібло); в Конго розташовані середні і малі родов. руд міді, свинцю і цинку. Для Півн. А. характерні мезозойсько-кайнозойські стратиформні родов. руд свинцю і цинку: Ель-Абед і інш. (Алжир), Уед-Мокта, Бу-Бекер, Беддіан-Туїссит (Марокко); є також гідротермальні родов.
Заг. запаси олова в А. на 90-і рр. ХХ ст. становили біля 720 тис.т. (в перерахунку на метал). У 1998 р. заг. запаси олова — 680, а підтв. 415 тис.т (з них у розсипах — 136 тис.т). Більша частина олов'яних руд зумовлена фанерозойськими епохами активізації. Такими є ґранітні пегматити та ґрейзени Намібії (Карібіб і інш.), ПАР (Грундурн, інш.), олов'яного поясу Замбії, Мозамбіку, Заїру, Руанди, Бурунді, Уганди, Сомалі, Нігерії, Єгипту (Умм-Наггат і інш.). Дрібні ґрейзенові родов. відомі в Ахаггарі (Алжир). Ендогенні родов. супроводжуються промисловими розсипами, особливо на плато Джос в Нігерії, в Заїрі і на Мадагаскарі. Найбільш значні запаси олова зосереджені в Заїрі (Дем. Респ. Конго) — понад 50 % підтв. запасів і в Нігерії (бл. 22 %).
Заг. запаси нікелю в А. становлять бл. 21,6 млн т, а підтв. — 4,9 млн.т (9,8 % світових) в перерахунку на метал (1998). Бл. 50 % запасів зосереджено в магматогенних родов. Бушвелдського комплексу ПАР; інші запаси — в Ботсвані, Бурунді, Зімбабве, на Мадагаскарі, в Танзанії.
Заг. запаси кобальту А. 3,4 млн т, підтверджені — 2,5 млн.т (частка в світі — 45,5 %) в перерахунку на метал (1998). Майже всі запаси зосереджені в родов. мідноносного поясу Центр. Африки. Кобальт є і в мідно-нікелевих рудах магматогенних родов. Окіп, Інсізва (ПАР), Мацітама (Ботсвана), Шангані (Зімбабве). З гідротермальних родов. найбільше Бу-Аззер (Марокко).
Родовища руд вольфраму в А. численні, але невеликі (заг. запаси — 62 тис.т, підтв. — 26 тис.т, 1998). Самостійними є гідротермальні і ґрейзенові родов. (Башир в Алжирі). З олов'яно-вольфрамових найбільші — Пуніа і Каліма в Заїрі. Середні і дрібні ґрейзенові і пегматитові олов'яно-вольфрамові і берил-вольфрамові родов. типові для Уганди, Бурунді, Руанди, Заїру, Намібії, ПАР, Алжиру, Нігерії, Зімбабве.
Берилій зосереджений в ґранітних пегматитах, які є в Намібії, ПАР, Зімбабве, Мозамбіку, Заїрі, Бурунді, Уганді, Мадагаскарі, Нігерії та інш. країнах. На 1998 р. заг. запаси оксиду берилію в А. становили 217,7 тис.т, підтв. — 63,9 тис.т. (частка континенту в світі — 28,1 %)
А. відома також своїми родовищами комплексних руд літію, танталу, цезію, ніобію, пов'язаними з рідкіснометалічними ґранітними пегматитами (родов. Карібіб в Намібії, Грундурн в ПАР, Бікіта і Каматіві-Дете в Зімбабве, р-н Алту-Лігонья в Мозамбіку). Менш значні родов. Мадагаскару, Заїру і Уганди. Крім того, в пегматитових тілах знаходиться значна кількість танталу, ніобію, рубідію, берилію, олова, бісмуту, коштовних і виробних каменів (смарагд, аквамарин, топаз, кольоровий турмалін, амазоніт та інш.). У Заїрі і Нігерії найважливіші джерела танталу і ніобію — розсипи, що утворилися за рахунок апоґранітів плато Джос. Найбільшими за запасами ніобію є також карбонатитові родов. Луеш (Заїр), Букусу і Сукулу (Уганда), Мбея (Танзанія), Мріма (Кенія), Бонга і Чивіра (Ангола), Чилва (Малаві). Крім ніобію вони містять тантал, рідкісноземельні елементи, флюорит, і залізо, апатит, флогопіт, вермікуліт, мідь, уран (Палабора, ПАР).
Стронцієві руди А. пов'язані з великими гідротермальними мезозойськими родов. Ессель і Абу-Горбон в Єгипті та Бені-Мансур в Алжирі, а також з карбонатитовим родов. Канганкунде (Малаві).

## Руди рідкісноземельних елементів
Руди рідкісноземельних елементів асоціюють з ґранітними пегматитами (ПАР, Мозамбік, Мадагаскар) і гідротермальними родов. (Стінкампскрал, ПАР); до ранньофанерозойських належать редкісноземельні пегматити (родов. Алту-Лігонья, Мозамбік). Великі запаси цих елементів знаходяться в карбонатитових масивах, а також в розсипах Атлантич. та Інд. узбережжя А. і сх. берега Мадагаскару.
Заг. запаси ртуті в А. бл. 20,6 тис. т, а ресурси — 81 тис.т в перерахунку на метал (1998). Ртутні руди представлені гідротермальними родов. і розташовані переважно в Алжирі (родов. Мра-Сма, Геніша, Ісмаїл) та ПАР (хр. Мерчисон), а також незначні — в Марокко і Тунісі.
Заг. запаси стибію в А. 343 тис. т, підтв. — 313 тис.т. (частка у світі — 7,2 %), ресурси — 393 тис.т в перерахунку на метал (1998). Вони пов'язані з гідротермальними родов. в докембрійських карбонатних породах ПАР і Марокко та в міоценових карбонатно-глинистих товщах Алжиру і Тунісу. Осн. запаси стибію зосереджені в родов. Гравелот (ПАР, 80 % підтв. запасів континенту), сурмяні (стибієві) руди є в Алжирі, Марокко, Зімбабве.

## Благородні метали
Заг. запаси золота в А. на 1998 р. становили 40458 т, підтверджені — 22178 т (частка у світі 45,4 %). З них 90 % підтв. запасів знаходяться в ПАР, далі йдуть — Гана (850 т), Малі (400 т), Зімбабве (300 т), Танзанія (226 т) та ін. В А. знаходяться найбільші в світі родов. руд золота — метаморфогені докембрійські кварцитові конґломерати Вітватерсранда в пр. Трансвааль і Оранжова (ПАР). До цього ж типу належить і велике родов. Тарква в Гані. Значні запаси є в гідротермальних родов. Барбертон, Гравелот, Пілгрімс-Рест (ПАР), Ельдорадо, Пенхалонга, Мурієл і інш. (Зімбабве), Кіло і Мото (Заїр), Бібіані, Ашанті, Кононго, Престеа (Гана), Тірірін і інш. (Алжир), Сукарі і Баррамія (Єгипет), а також розсипні родов. А.: Етеке, Мімонго-Пунга (Габон), Ауата, Морумора, Бору та інш. (Ефіопія); Кінтініан, Туга, Банора (Гвінея). Щодо срібла, то його значних самост. родовищ немає. Осн. к-ть срібла видобувають з комплексних гідротермальних поліметаліч. руд (ПАР, Заїр, Намібія, Замбія, Марокко, Алжир, Зімбабве).
Осн. запаси платинових руд Земної кулі знаходяться в ПАР (родов. Бушвелдського комплексу — Аток, Мідделвіт, Сварткліп, Бафокенг та інш.). Підтверджені запаси ПАР (1998) — 49920 т МПГ (86 % світових) та 23950 т платини (майже 89 % світових).

## Гірничохімічна сировина
Гірничохімічна сировина представлена гол. чин. фосфоритами і апатитами. Запаси фосфоритів А. становлять понад 20 млрд т (біля 50 % світових запасів, 1998). Осн. запаси зосереджені в 20 унікальних осадових родов. Марокко (80 %), Алжиру, Зах. Сахари, Сирії, Єгипту, Нігеру, Верхньої Вольти. Запаси апатиту теж значні — бл. 1 млрд.т (ПАР, Уганда, Зімбабве). Заг. запаси калійних солей — 142 млн.т., підтв. — 63 млн.т. (0,8 % світових). Родовища калійних солей зосереджені в Ефіопії, Марокко, Тунісі, Габоні, Конго. Залягання кам. солі — в Ботсвані, сірки та флюориту (підтв. запаси бл. 39 млн т, 1998) — в ПАР, Марокко, Тунісі, Зімбабве, Намібії. Бариту (підтв. запаси — 25250 тис.т, 7,4 % світових, 1998) — в Марокко, Алжирі, Тунісі, Ліберії, ПАР, соди — в Кенії.

## Нерудні корисні копалини
Надра А. багаті на азбест (ПАР, Зімбабве, Судан, Ботсвана, Кенія), графіт (Мадагаскар, Намібія, ПАР, Мозамбік, Танзанія), корунд (ПАР, Зімбабве, Мозамбік, Замбія), мусковіт (ПАР, Зімбабве, Танзанія і інш.), флогопіт (Мадагаскар), вермікуліт (ПАР), п'єзокварц (Сомалі, Ангола, Мадагаскар, Мозамбік), ісландський шпат (ПАР).
Алмази. У А. разом з Росією зосереджена б.ч. ресурсів і запасів алмазів світу. На 1998 р. заг. запаси природних алмазів А. — бл. 860 млн кар. (частка в світі 72,5 %), ювелірних алмазів — бл. 330 млн.кар (частка в світі 74,8 %), ресурси — 3723 млн.кар. Корінні родов. алмазів пов'язані з трубками і дайками кімберлітів в осн. протерозою і крейди. Серед корінних родов. А. найбільші: трубки Прем'єр, Постмасбурґ, Кімберлі, Ягерсфонтейн, Фосбурґ, Коффіфонтейн, Фінч, Врімер (ПАР), Орапа, Джваненг, Летлхакана (Ботсвана), Камафука-Камазамбо, Катока (Ангола), Дізіле (Заїр), Мвадуї (Танзанія), дайки ПАР (Свартрюххенс), Сьєрра-Леоне, Кот-д'Івуар.